# Misericordia (Modelabel)

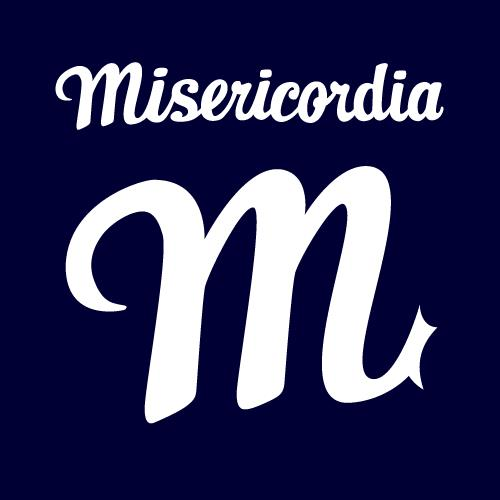
Logo von Misericordia

Misericordia (lat: die Barmherzigkeit) ist ein Modelabel mit Sitz in Lima. Es gilt als erstes peruanisches Modelabel auf dem internationalen Markt. Neben der Produktion und dem Vertrieb von Fair Fashion setzt sich das Label für soziale Projekte ein.

## Entstehung
Die Marke wurde im Jahr 2002 von zwei Franzosen gegründet. Der Name Misericordia leitet sich von der Schule der Nuestra Senora de la Misericordia ab. Beim Besuch jener Schule waren die beiden fasziniert von den dortigen Schuluniformen und dem Überlebenswillen der Menschen. Obwohl sie sich mit Mode nicht auskannten, gründeten sie das Modelabel unter dem Vorsatz, die Mitarbeiter fair zu behandeln und mit einem Teil der Gewinne soziale Projekte zu unterstützen.
Die Marke folgt dem gesteigerte Bedürfnis der Menschen nach Mode, die unter fairen Arbeitsbedingungen hergestellt wird. Die Produkte der Marke werden in Europa, Amerika, China und Kanada verkauft. Der Umsatz des Unternehmens betrug im Jahr 2007 circa 500.000 Euro. Derzeit arbeiten etwa 30 Angestellte vor Ort für das Label. Das Gehalt der Angestellten liegt weit über den üblichen Gehältern im Land, zusätzlich sind die Arbeiter kranken- und rentenversichert. Misericordia kooperiert mit Designern wie Stephan Schneider, der, obwohl in Deutschland kaum bekannt, in Japan bereits zu den Stardesignern zählt. 2009 wurde der erste Shop in der Hauptstadt Lima eröffnet.